# Le Réveil du peuple (revue)
Pour les articles homonymes, voir Le Réveil du peuple.
Le Réveil du peuple est une revue d'extrême droite et collaborationniste française, organe du Front franc de Jean Boissel qui paraît de 1936 à 1944. 

## Histoire
Le no 1 de la revue sort en mars 1936 et le no 96 du 16 août 1944 est la dernière publication. Le fondateur est Jean Boissel, et Max Frantel, le rédacteur en chef. 
La revue sort sous les titres suivants :
- de 1936 à 1939, Le Réveil du peuple : national et social ;
- de 1940 à 1941, Le Réveil du peuple : l'hebdomadaire des énergies, de l'idéal et du redressement français ;
- du 15 avril au 1er novembre 1942, Le Réveil du peuple : l'organe des énergies françaises tendues vers la révolution, pour l'amélioration sociale, pour l'union des peuples libérés de l'étreinte capitaliste ;
- du 15 novembre 1942 au 1er septembre 1943, Le Réveil du peuple ;
- en 1944, dernière année de parution, Le Réveil du peuple : l'hebdomadaire de France[1].